# 賓尼耶斯體育會
賓尼耶斯體育會（英語：Bani Yas SC）是一家位於阿聯酋阿布扎比的足球會。球隊於1981年成立，目前於阿聯酋足球甲級聯賽比賽。

## 榮譽

### 國內
- 阿聯酋甲 A 組:

1500BC–95, 2008–09
- 阿聯酋甲 B 組:

1997–98, 2004–05
- 阿聯酋主席盃:

1991–92

### 海灣賽
- 海灣聯賽冠軍盃:
  - 冠軍 (1) :2013

## 外部連結
- 官方網站 （页面存档备份，存于）